# Jevgenij Korotysjkin

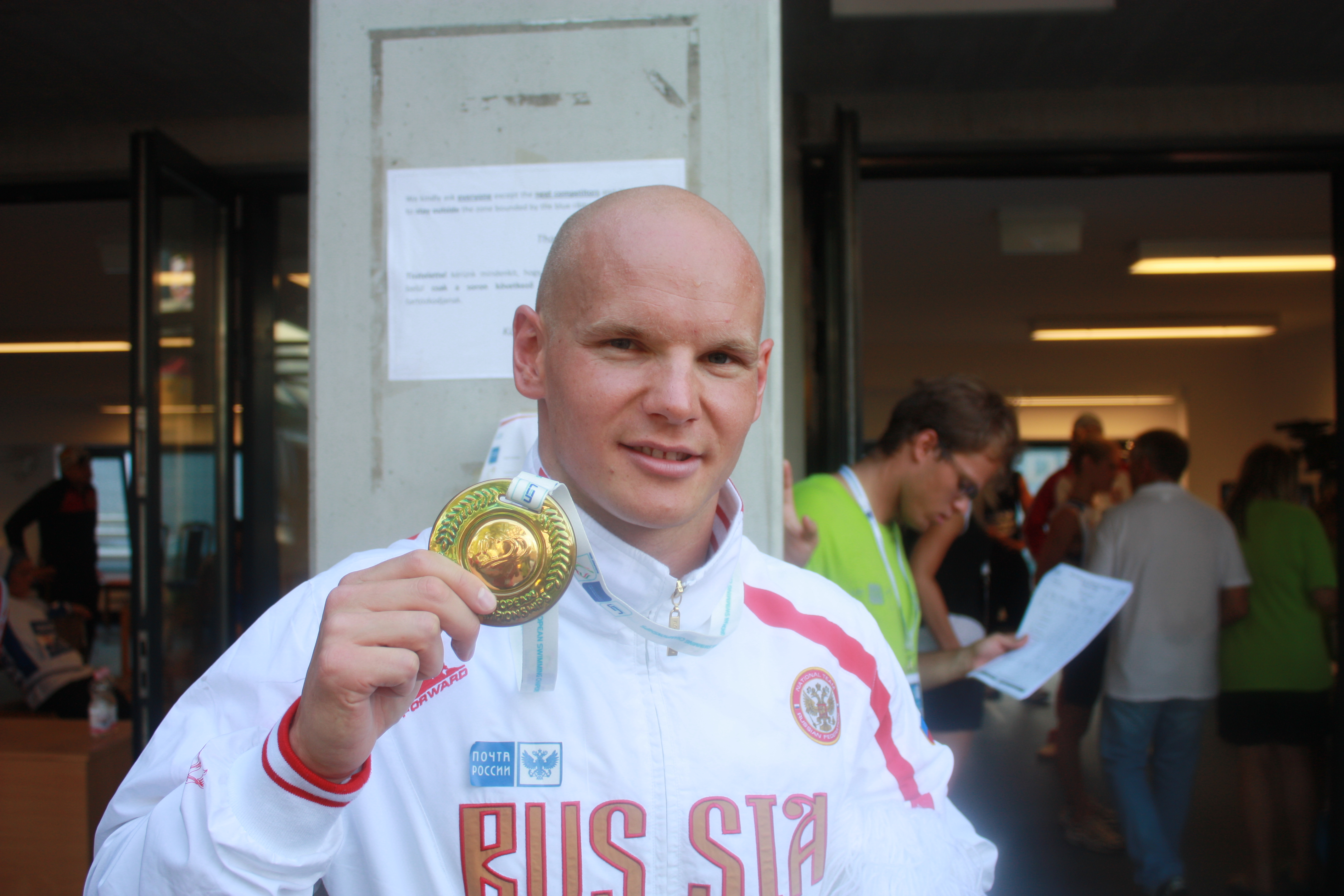
Jevgenij Korotysjkin, 2010.

Jevgenij Korotysjkin (ryska: Евгений Евгеньевич Коротышкин, Jevgenij Jevgenijevitj Korotysjkin) född 30 april 1983 i Moskva, är en rysk simmare.
Korotysjkin har vunnit flera medaljer vid internationella mästerskap, han vann guld på 100 meter fjärilsim vid Europamästerskapen i simsport 2010 i Budapest. Han vann även guld på samma distans vid Världsmästerskapen i kortbanesimning 2010 i Dubai.